# Flugverbot
Bei einem Flugverbot  (Engl.: Grounding) ist das Benutzen von Flugzeugen verboten. Flugverbote können für den Wirkungsbereich eines Flugplatzes, abhängig von bestimmten Zeiten (z. B. Nachtflugverbot) oder für bestimmte Flugzeugtypen ausgesprochen werden.
Ein Flugverbot für einen bestimmten Typ wird meist in Zusammenhang mit einem oder mehreren ungeklärten Unfällen oder mit einem aufgedeckten, schwerwiegenden Mangel des betroffenen Flugzeugtyps verhängt. Bekannte Beispiele hierfür sind die Flugverbote für die McDonnell Douglas DC-10, die Boeing 787 oder die Boeing 737 MAX im Jahr 2019. Sollte der Mangel nicht behoben werden, wird die Musterzulassung (Type Certificate – TC) zurückgezogen. 
Flugverbote für Fluggeräte werden häufig mit dem englischen Begriff aircraft grounding bezeichnet. Sie können bei technischen, rechtlichen oder auch finanziellen Problemen der Betreiber der Flugzeuge ausgesprochen werden.
Gebiete, in denen das Führen von Luftfahrzeugen ganz oder teilweise verboten ist, bezeichnet man je nach Grund und Ausmaß des Verbots als Luftsperrgebiet, Flugbeschränkungsgebiet oder Flugverbotszone.